# Rise of the Triad
Rise of the Triad (acronyme ROTT) est un jeu de tir à la première personne développé par Apogee Software (qui deviendra 3D Realms) sorti sur PC en 1994.

## Histoire du développement
La version shareware qui contient des niveaux différents de la version complète s'appelle Rise of the Triad: The HUNT begins
ROTT est la suite non officielle de Wolfenstein 3D confiée à Apogee Software. Mais le jeu au début nommé Wolfenstein 2, fut baptisé Rise of the Triad: Dark War.

## Préambule
Le joueur prend place au sein d'un groupe de commandos appelé HUNT (High-risk United Nations Task-force) qui est envoyé sur une île pour empêcher le gourou d'une secte de tuer des millions de personnes. En arrivant sur l'île le bateau est détruit par une patrouille. Le joueur et son équipe doivent donc investir le monastère-forteresse et mettre un coup d'arrêt à cette secte.

## Système de jeu
Le gameplay ressemble fortement à celui de Doom, Rise of the Triad a tout de même introduit certaines innovations.

### Moteur de jeu
Le moteur est basé sur une version améliorée de celui de Wolfenstein 3D. Sa principale innovation fut d'intégrer la dimension verticale dans le gameplay ; ainsi, il est possible de monter ou baisser le curseur de visée pour abattre un ennemi situé plus en haut ou plus en bas. Un système de trampolines appelé « Bumper » (que Quake III Arena copia des années plus tard) permet également d'accéder à des chemins en hauteur. Enfin, le sol et le ciel sont désormais texturés.
Le design des niveaux est caractérisé par de larges espaces extérieurs avec des murs très hauts.
Les ennemis sont représentés par des sprites numérisés, ce sont souvent les visages des membres de l'équipe de développement.

## Accueil
- PC Team : 88 %[1]

## Jeu libre
Le code source de Rise of the Triad a été publié sous licence GPL le 20 décembre 2002. Le jeu a été porté sous Linux, Mac OS, Xbox, Dreamcast (homebrew) et sous Microsoft Windows.

## Remake
En 2009, dans un article du site Gamasutra, Scott Miller, PDG d'Apogee Software annonça un remake de Rise of the triad. Le trailer du jeu a été dévoilé le 2 août 2012 lors du Quakecon 2012 et le jeu est sorti en juillet 2013.